# Грєховський рудник
Грєховський рудник – колишнє гірничодобувне підприємство на сході Казахстану, яке вело розробку мідно-поліметалічного родовища.
Грєховське родовище виявили ще в 1817 році. В тому ж 19 столітті його залучали до обмеженої розробки, під час якої видобули 322 тони свинцю та 10 тон міді.  
Повномасштабна розробка стала можливою лише після утворення в 1951 році Грєховського рудника. За час його існування тут спорудили шахти «Грєховська» та «Снєгірьовська», а також два транспортні уклони. Крім того, в 1970 – 1980 роках працював кар’єр «Снєгірьовський», а в 1981 – 1987 велись роботи в кар’єрі «Грєховський», всього з них отримали 4,1 млн тон руди (для чого зняли 12 млн тон розкривних порід.
Рудник мав потужність на рівні 400 тисяч тон на рік та постачав свою продукцію на Зирянівську збагачувальну фабрику. 
Первісно рудник діяв у складі Зиряновського свинцевого комбінату. Вже після розпаду СРСР він опинився під контролем концерну «Казцинк» та став частиною його Зирянівського гірничо-збагачувального комплексу.
В 2009 – 2010 роках із завершенням розробки запасів на нижніх горизонтах провели часткову мокру консервація Грєховського рудника із затопленням до 6-го горизонту (всього за час експлуатації тут дійшли до 12 горизонту на глибині біля 600 метрів). Так рудник пропрацював до 2015 року, коли був остаточно закритий через вичерпання запасів. В 2017-му оголосили про завершення процесу його ліквідації. Будівлі були демонтовані із розміщенням отриманих відходів у Грєховському кар’єрі. Підземні виробітки затопили до 4 рівня, звідки вода надходить на очисні споруди та скидається у річку.